# 시몬쇠주머니쥐
시몬쇠주머니쥐 (Marmosa simonsi)는 남아메리카에 서식하는 주머니쥐과 유대류의 일종이다. 나무 위에서 생활하는 수상성 동물이고, 무리를 짓지 않고 홀로 생활하는 야행성 동물이다. 잡식성 동물이다. 에콰도르와 페루 북서부의 열대 기후 지역에서 발견된다. 로빈슨쇠주머니쥐의 아종으로 간주하기도 한다.